# Mizuho Fukushima
Mizuho Fukushima (福島 瑞穂, Fukushima Mizuho?, Nobeoka, Miyazaki; 24 de diciembre de 1955) es una política japonesa. Ha sido miembro de la Cámara de Consejeros desde 1998, siendo reelegida entre 2004 y 2010, fue presidenta del Partido Socialdemócrata de Japón (SDP), de 2003 a 2013. Tras graduarse de la Universidad de Tokio con el título de Bachelor of Law, se convirtió en abogada  en 1987. Es la líder de los diputados del SDP, vicepresidenta de la Internacional Socialista (SI) y profesora visitante de Universidad para Mujeres Gakushuin.
Fukushima fue también ministra de Estado para Asuntos de Consumidor y Seguridad Alimenticia, Relaciones Sociales, e Igualdad de Género en el gabinete del primer ministro Yukio Hatoyama (16 de septiembre de 2009 – 28 de mayo de 2010); el SDP era el socio menor de la coalición liderada por el DPJ. Sin embargo, en mayo de 2010, tras varios desacuerdos sobre el tema de la Estación Aérea de Marines Futenma llevó al despido de Fukushima del gabinete el 28 de mayo, y el SDP posteriormente votó para abandonar la coalición.
El Partido Socialdemócrata tiene un programa antinuclear, y Mizuho ha sido referenciada varias veces como una destacada activista. Durante tres décadas, ha estado enfrentando una lucha contra las utilidades que operan los reactores nucleares de Japón, las corporaciones que las construyeron y los burócratas que los autorizan. La situación cambió tras el desastre nuclear de Fukushima en marzo de 2011.
Ella está en contra de la pena de muerte en el sitio web del SDP.
Después de un decepcionante resultado en la elección de la Cámara de Consejeros de Japón de 2013 anunció su renuncia como presidenta del partido.